# CLOSED NIGHTMARE
『CLOSED NIGHTMARE』（クローズド・ナイトメア）は、日本一ソフトウェアより2018年7月19日に発売されたホラーアドベンチャーゲーム。対応機種はPlayStation 4とNintendo Switch。

## あらすじ
薄暗く殺風景な部屋で目覚めた一人の女。周りを見渡してみても見覚えがなく、それどころか自分の記憶すらも思い出せない。加えて、不可解なことに、感覚が麻痺して全く動かない左腕。
あまりの出来事に混乱する彼女に追い打ちをかけるように、突如として部屋の電話が鳴り響く。
｢あなたは上代真莉亜。この実験の参加者です。あなたにはある役目を担ってもらいます｣
実験とは何なのか？なぜ自分は記憶を失っているのか？左腕が動かない理由とは？何もわからないままに、真莉亜は進む。その先に待ち受けるのは、数々の理不尽な恐怖であるとも知らずに

## システム
テキストパート
劇中は基本的このパートで進行される。途中で挟まれる選択肢は、選択を誤ればそのままバッドエンドへ直行してしまうものが多い。
探索パート
気になる箇所や物を調べられる。一見すると特に変わった所が見られない物であっても、特定のアイテムを使用する事で重要な意味を成す事がある。
ムービーパート
ドラマの様な実写形式で進む。設定の画面でスキップが可能。
チャプターセレクト
プレイヤーがこれまで辿ってきた道筋が、ラインとアイコンで描かれている。メニューの『CHAPTER SELECT』から選択可能。
通過済みのチャプターからプレイを再開出来る『ジャンプ機能』があるが、再開するとそれまでの道筋や取得したアイテムは前回そのチャプターを通った時の状態になるため、注意が必要。

## 登場人物

### 主要人物
上代 真莉亜（かみしろ まりあ）
演 - 太田英里 / ほしあいめみ
本作の主人公の女性。閉鎖された部屋で目覚め、その時には一切の記憶を失っていた。自分の物と思われるスマホを通じて語りかけてくる｢千鶴（ちづる）｣と名乗る謎の人物によって自身の名前を教えられ、千鶴の主宰する『実験』と称された命懸けのゲームに身を投じていく。
何故か左腕の感覚を失っており自分の意思で動かす事は出来ないが、左腕に取り憑いているらしい｢八木仁美（やぎ ひとみ）｣と名乗る女性が動かす事で、両手を使わなければならない状況を乗り切っている。
実験を経ていく内に断片的に記憶が蘇っていくのだが、そこから明らかになった事実は真莉亜自身は実験が始まる前に既に命を落としていたというものであり、この実験の目的は仁美の体を器として真莉亜を蘇生させる事であった。
エンディングはノーマルエンドとトゥルーエンドの二種類に分岐するが、どちらでも最終的には仁美の体から離れ成仏している。
八木 仁美（やぎ ひとみ）
演 - 太田英里
実験の途中で存在が判明した謎の女性。真莉亜の動かない左腕に取り憑いている様で、筆談を用いて真莉亜と意思の疎通が出来る。
本来は他人と上手く話せない内気で人見知りな性格らしいが、劇中では文字通りの八方塞がりな状況でも常に真莉亜を気遣い、時には寄り添おうとする優しい性格を垣間見せており、徐々に真莉亜との間に信頼関係を築いていく。
実は現在の真莉亜の体は彼女のものであり、真莉亜が仁美の体に取り憑いているのが真相である。実験が始まる少し前に子供が流産したショックで軽度の鬱を患い、生きる目的がないからという理由で、仁美本人は真莉亜に体を明け渡しても構わないとすら考えている。
なおエンディングに到達するには、真莉亜の魂を仁美の体に定着させている“あるもの”を取り外す必要があり、それをしないまま進行してしまうとバッドエンドとなる。ノーマル及びトゥルーエンドでは真莉亜からの｢あなたを求めている人がいる、あなたはあなたの人生を生きて｣という言葉に心動かされ、生きる決意を固めた。
銀城 瑛翔（ぎんじょう えいと）
演 - MASAYA
実験の途中で真莉亜と出会った青年。彼もまた記憶を失っている。穏やかな性格の持ち主で、真莉亜と協力しながら実験を乗り越えていく。
実は真莉亜を殺した張本人。生まれながらにして強い殺人衝動を持ち、普段は小動物を殺す事で気を紛らわせていたが、やがて抑えられなくなった後は人間（いずれも女性ばかり）を手にかけていた殺人鬼だという事が物語中盤で判明する。真莉亜の左腕の感覚が失われているのも瑛翔が真莉亜殺害後に彼女の左腕を焼いて食べたせいであり、この実験に瑛翔が招かれたのは真莉亜に瑛翔を殺させる事で瑛翔の血肉と化した彼女の一部を取り戻させ、真莉亜を完全な形で復活させるのが目的であった。
更に記憶喪失だというのも自分の身を守るために吐いていた全くの嘘であり、千鶴が成仏した後に本性を露にし、真莉亜に襲い掛かった。仁美によって返り討ちにされた後は怨霊に乗り移られた状態で蘇り（他の面々と違い、何故自我を保ったままでいられたのかは不明）、真莉亜を絶体絶命の危機に追い込むが、怨霊に取り憑かれながらも僅かに正気を取り戻していた真莉亜の夫・蓮司（れんじ）によって首を切断される。その後は｢俺を助けろ｣、｢死にたくない｣と最期まで身勝手極まりない言葉を吐き続けながら、首だけの状態で蓮司に持ち去られていった。
八木 純（やぎ じゅん）
演 - 藤木力
真莉亜の器となっている八木仁美の夫で、仁美とは物心ついた頃からの幼馴染。彼も仁美と共に実験に参加させられ、物語中盤で真莉亜と出会った。一見すると気性が荒く粗野にも思えるが、実際は曲がった事を嫌う芯の通った一本気な性格である。
当初は仁美を案ずる余り、彼女に取り憑いている真莉亜を｢バケモノ｣呼ばわりし敵意を隠そうとしなかったが、当の仁美に窘められたのもあって、次第に態度を軟化させていく。
物語が始まる少し前、産気づいた仁美を病院へ連れて行く途中で瑛翔に追われ助けを求めてきた真莉亜に遭遇するも、仁美の事で頭が一杯だった純は真莉亜を見捨ててしまい、結果として真莉亜は瑛翔に殺されてしまう。純がこの実験に参加させられたのは、瑛翔と同じく｢生きる価値のない人殺し｣だとして千鶴の復讐の標的とされてしまったためであった。
トゥルーエンドでは、実験から生還した数ヶ月後に仁美と共に真莉亜の遺体が遺棄されていた場所（ゲーム冒頭で真莉亜が最初に目覚めた部屋に酷似している）に花を供えに訪れ、その際に真莉亜からのメッセージが書かれたメモ帳を発見した。

### その他の人物
千鶴（ちづる）
声 - 三浦愛未
真莉亜（仁美）のスマホを通じて語りかけてくる謎の人物。幼い子供の様な声で話す。記憶を失った状態で目覚めた真莉亜に名前を教え、『実験』と称した命懸けのゲームに参加させる。
その正体は、真莉亜共々瑛翔によって殺されてしまったため生まれてくる事の叶わなかった真莉亜と蓮司の娘。物語終盤でホルマリン漬けにされた胎児の状態で姿を現し、自らの出自を語った。なおこの実験を始めたのは真莉亜のためではなく、飽くまで自分のためだと言い切っている。子供（どころか赤子なのだが）とは思えない大人びた口調で話す反面、真莉亜に復讐を止めるよう促された時は、癇癪を起こして泣き叫んだ。
終盤で三人の前に姿を現した際に、真莉亜に再び瑛翔と純への復讐をやめるよう促され泣き叫ぶが、真莉亜が生前の時の様に子守唄を聴かせた事で大人しくなり、成仏していった。
上代 蓮司（かみしろ れんじ）
演 - 長江和貴
真莉亜の夫。真莉亜共々、物語開始以前に瑛翔によって殺害されている。生前は強面と愛想の無さで他人に怖がられてばかりいる事に悩んでいたらしく、真莉亜の最初に蘇った記憶の中でそれについて真莉亜に相談している場面が見受けられた。桃にアレルギーを持つ。
実験開始時には怨霊に取り憑かれており、傷だらけの仮面を着けて鉈を振り回しながら真莉亜達に襲い掛かってくる。しかし一度仮面が外れた事で僅かながらも自我を取り戻したのか（詳細は用語の欄を参照）、終盤で瑛翔に再び殺されかけた真莉亜を救う。真莉亜からの｢千鶴が待ってる。もし生まれ変われることができたら、今度こそ幸せになろう｣との言葉を受けた後は、瑛翔の首を持ったまま何処へと去っていった。
学者（仮称）
物語の随所で入手できる手記の書き手。最初にこの実験を始めた“先生”なる人物によって、｢魔術の研究をしてほしい｣と招かれた学者の一人であり、本名は不明。手記の中で｢残してきた妻と娘が心配だ｣と語っていたため、性別は男性だという事だけが判明している。
研究を続けていく内に、“先生”の目的が死者を蘇らせる『反魂の儀』を完成させて死んだ妻子を取り戻す事であると知ってからは、極めて危険かつ倫理にも反するそれを阻止するべく秘密裏に動き出す。しかし時は既に遅く、実験は失敗し研究が行われていた土地は怨霊で満ち溢れてしまう。せめて正気を保っていられる内に、まともな思考を書き記しておこうと残したその手記は、真莉亜達が先へ進むための助けとなった。
灯里（あかり）
純と仁美の間に生まれてくる筈だった子供。真莉亜が殺された直後に流産しており、仁美はこの一件で軽度の鬱を患う事となった。
劇中では両親を千鶴から守るべく『反魂の儀』のために集められた生贄の一人に憑依し、ランタンを持った仮面の人物の姿で真莉亜達の前に現れた。終盤で真莉亜によって正体が明かされ、純から｢今までありがとう｣と抱き締められた後は静かに成仏していった。

## 用語・アイテム
反魂の儀（はんごんのぎ）
劇中で行われる『実験』の最終目標。死者の魂を呼び起こし、他人の体に定着させる事で蘇生を試みる禁忌の儀式。
手記によると、儀式を行うにはまず蘇らせたい対象を過不足なく揃える（これは死体を過不足なく揃えると言う意味ではなく、霊的に完全であるという意味。真莉亜の復活が不完全だったのは、体の一部が欠損した状態で死んだため）。次に対象の魂を生贄の体に仮面を介して憑依させ、自分とは異なる他人を自分の体として受け入れさせる事で、元の魂を追い出して定着させる。なお一体だけでは生贄は足りず、複数体いるのが望ましいらしい。
この儀式は蘇らせたい対象を含めた、生贄達の生きようとする意思をエネルギーとしている。それを最大限引き出す事で儀式発動が可能となり、その者達には命懸けの試練に興じさせる必要がある。
元は手記に記されていた“先生”なる人物が、死んだ妻子を蘇らせようとしたのが全ての始まりであった。だが実験が失敗した事で、研究が行われていた土地は怨霊で満ち溢れ施設内の人間達は怨霊に体を奪われてしまい、“先生”自身も命を落とす最悪の結果となってしまう。恐らく千鶴は両親の魂共々儀式の失敗が原因で呼び起こされ、何らかの方法で儀式の全貌を知った後に、母の真莉亜を蘇らせようと実験を始めたものと思われる。
紋章カード（もんしょう-）
重要アイテムの一つ。試練をクリアする度に入手が可能。三枚セットとなっていて、三枚全てに同様の惑星記号が描かれている。
手記によると元は集められた学者の一人の研究成果の賜物の様で、『空間移動の魔術』を行うためのアイテム。術者に魔力が無くとも簡単に魔術を発動させられるが、施設内の書斎でなければ使用出来ない。
桃のお守り
劇中で度々登場する謎のアイテム。見かけは桃を象ったキーホルダーの形をしている。怨霊に体を奪われた蓮司を度々退けるだけの力を持つが、一度使うと消えて無くなってしまう。
トゥルーエンドを迎えるには、このお守り以外に『ぶどうのブローチ』と『竹のしおり』が必要不可欠となる。